# Wilhelm Castelli

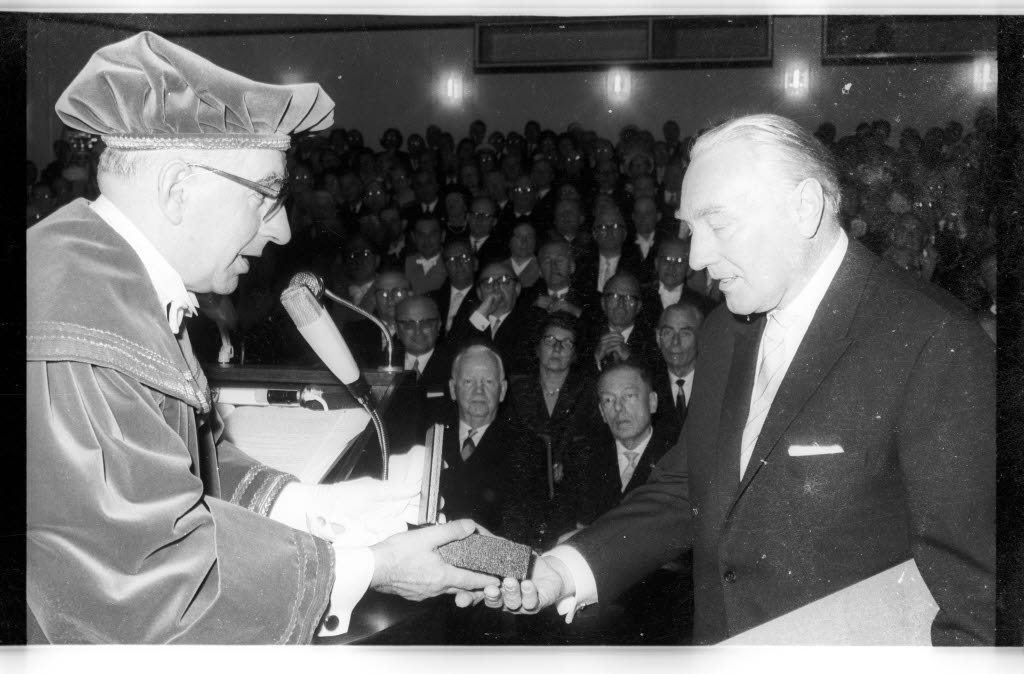
Wilhelm Castelli (rechts)

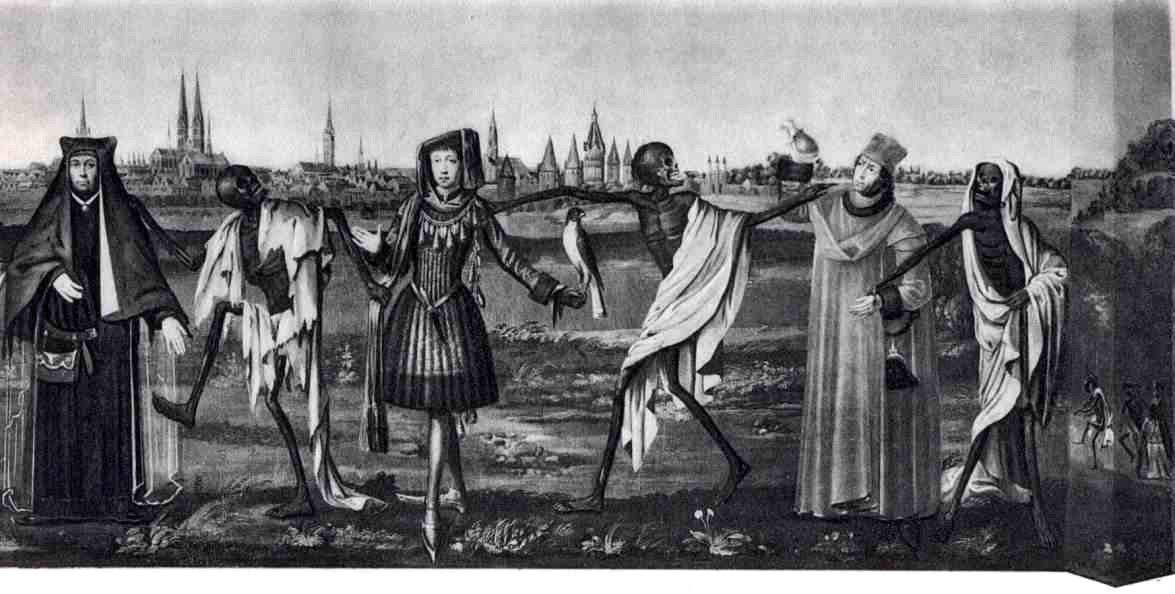
Notkes Totentanz, ehemals St. Marien in Lübeck (Ausschnitt)

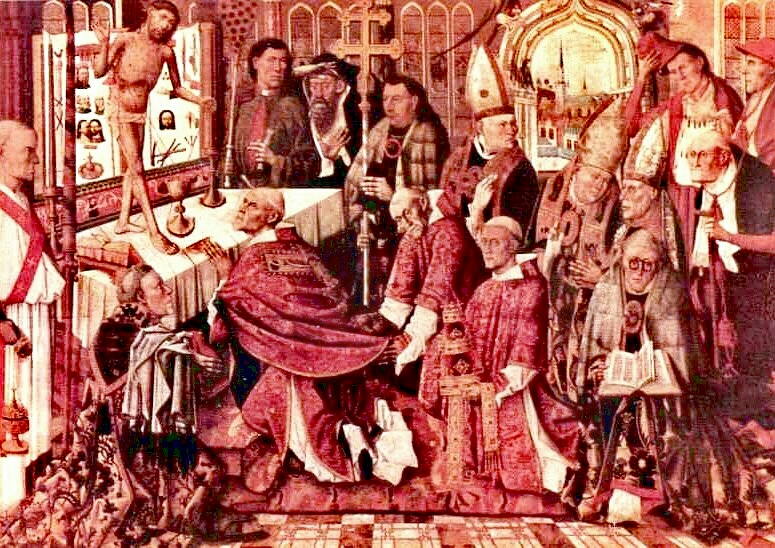
Notkes Gregormesse, ehemals St. Marien in Lübeck (Ausschnitt)

Wilhelm Castelli (* 17. Dezember 1901 in Lübeck; † 29. Mai 1984 ebenda) war ein deutscher Architektur- und Kunstfotograf.

## Leben
Castelli war Sohn des gleichnamigen Drogeriekaufmanns Wilhelm Castelli (1874–1957) in Lübeck. Er besuchte das Johanneum zu Lübeck und ging dort 1917 mit dem Abschluss der Mittleren Reife ab. Von 1917 bis 1920 machte er eine Lehre als Fotograf in Hamburg und besuchte anschließend die Fotoschule in München. Von 1923 bis 1927 war Castelli in Dresden und Düsseldorf tätig. Ab 1927 kehrte er in seine Heimat nach Lübeck zurück und baute in der Drogerie seines Vaters in der Breiten Straße 95 eine Fotoabteilung auf. Der Gebrauchsgrafiker Alfred Mahlau entwarf für diese neue Abteilung ein eigenständiges Logo in Form eines grafisch gestalteten C. Wilhelm Castelli übernahm gemeinsam mit seinem Bruder 1954 die Drogerie vom Vater und führte diese noch bis 1970 fort.

## Fotograf
Als Fotograf kam er in den 1920er Jahren in Kontakt mit dem engagierten Lübecker Museumsdirektor Carl Georg Heise, der auch ein Faible für die moderne Fotografie hatte und Castelli mit Albert Renger-Patzsch als Vertreter der Neuen Sachlichkeit in Verbindung brachte. Renger-Patzsch nahm als Vorbild starken Einfluss auf die Arbeitsweise und -technik Castellis. Bereits in der großen Lübecker Photographieausstellung 1929 berücksichtigte Heise Castelli und stellte seine Fotos neben denen von Renger-Patzsch, Emil Otto Hoppé und Hugo Erfurth aus. Gleiches gilt für die folgende Lübecker Photographieausstellung 1932. Das Museum für Kunst und Kulturgeschichte der Hansestadt Lübeck erwarb bereits zu dieser Zeit erste Aufnahmen Castellis für seine Sammlungen und es kam zu ersten Buchveröffentlichungen gemeinsam mit Heise. Gegenstand seiner Bilder waren schwerpunktmäßig die Architektur- und Kunstgeschichte Lübecks. Seine Fotodokumentationsarbeit bewahrt die Idee von zahlreichen Kunstwerke, die beim Luftangriff auf Lübeck am 29. März 1942 ein Raub der Flammen wurden, für die Nachwelt. Dazu gehören neben den Innenausstattungen der betroffenen Kirchen und Gebäude insbesondere der Lübecker Totentanz und die Gregorsmesse von Bernt Notke, ehemals in der Lübecker Marienkirche. Auch die fotografischen Vorlagen für die Briefmarken zum 700-jährigen Bestehen der Marienkirche mit Wandmalereien im Obergaden der Kirche stammten von Castelli.
Im Zweiten Weltkrieg diente Castelli in der Wehrbezirksverwaltung und als Sanitätssoldat einer Röntgenabteilung im Baltikum. Beim Luftangriff auf Lübeck 1942 verlor die Familie die Existenzgrundlage. Das Geschäftshaus in der Breiten Straße wurde vernichtet und damit auch das Negativarchiv seines Fotoverlags. Der Neubeginn erfolgte erst nach 1945 in der Breiten Straße 81. Nach der Einstellung des Geschäfts wurde das nach dem Krieg neu aufgebaute Archiv des Fotoverlags an die Hansestadt Lübeck verkauft.

## Filmproduzent
Castelli nutzte auch das neue Medium des Films. 1933 drehte er einen Stummfilm über Lübeck und das neu eingerichtete Staatskonservatorium Lübeck, gedacht als Werbefilm für Lübeck als Musikstadt. Der Film wurde nach seiner Wiederentdeckung 2011 vom Landesfilmarchiv restauriert und zum 100. Jubiläum der Musikhochschule Lübeck erstmals wieder gezeigt. Auch die Auswirkungen des Luftangriffs auf Lübeck wurden von Castelli nicht nur in Fotografien, sondern auch im Film dokumentiert.

## Ehrungen
- 1965 Universitätsmedaille der Christian-Albrechts-Universität Kiel

## Veröffentlichungen (Auswahl)
- gemeinsam mit Carl Georg Heise (Text):
  - Fabelwelt des Mittelalters. Phantasie- und Zierstücke Lübeckischer Werkleute aus drei Jahrhunderten. 120 Aufnahmen von W. Castelli, Rembrandt, Berlin, 1936
  - Die Gregorsmesse des Bernt Notke. Verlag Heinrich Ellermann, Hamburg, 1941
  - Der Lübecker Passionsaltar von Hans Memling. Verlag Heinrich Ellermann, Hamburg 1950
- gemeinsam mit Hans Schröder (Text):
  - Lübeck (Deutsche Lande - Deutsche Kunst), Berlin 1940
- gemeinsam mit Max Hasse (Text):
  - Lübeck (Deutsche Lande - Deutsche Kunst), München/Berlin 1963
- gemeinsam mit Wilhelm Stier (Text):
  - Lübeck: 41 Bildtafeln. Bayreuth: Schwarz [ca. 1965] (= Schwarz-Bildbücher)